# Гайдаров, Загид Гитинамагомедович
Загид Гитинамагомедович Гайдаров (20 февраля 1994, с. Хариколо, Хунзахский район, Дагестан, Россия) — российский спортсмен, 4-кратный чемпион России, чемпион Европы и мира по боевому самбо, мастер спорта России международного класса.

## Карьера
Уроженец села Хариколо. В мае 2019 года в испанском Хихоне, одолев в финале Вадима Бурчака из Украины, стал чемпионом Европы. В 2020 году стал чемпионом России Чебоксарах. В феврале 2021 года стал серебряным призёром чемпионата России в Оренбурге. В мае 2021 года принимал участие на чемпионате Европы в Лимассоле (Республика Кипр). В феврале 2022 года в городе Верхняя Пышма стал серебряным призёром чемпионата России, уступив в финале Ивану Ложкину. 28 февраля 2023 года в Перми, одолев в финале Асланбека Кодзаева, стал чемпионом России.

## Спортивные достижения
- Чемпионат России по самбо 2019 — ;
- Чемпионат Европы по самбо 2019 — ;
- Чемпионат России по самбо 2020 — ;
- Чемпионат России по самбо 2021 — ;
- Чемпионат России по самбо 2022 — ;
- Чемпионат России по самбо 2023 — ;
- Чемпионат России по самбо 2025 — ;